# Ana-Ana
Ana-Ana es un término oscuro poco conocido fuera del mercado de la medicina en Argentina, que refiere al pago de retornos o coimas por la prestación de servicios o venta de productos, que se paga a quien referenció al cliente hacia el producto o servicio.
El principal hecho por el cual el término salió a la superficie fuera de la comunidad médica, ha sido el suicidio en el año 2000 del Dr. René Favaloro quién en su carta de despedida hiciera amplias referencias a este mecanismo y a cuan enraizado se encuentra en la profesión tanto en la práctica pública como la privada.
El término tiene su origen en un término farmacológico latino donde el médico, al pedirle al farmacéutico que prepare una solución o receta en la cual dos ingredientes van a la misma concentración anota "aa"[cita requerida]. Este término pasó luego al lunfardo con referencia a Mitad y mitad o el 50% de retorno hacia quien envía el paciente.    
El mecanismo, completamente antiético, consta básicamente de visitadores médicos quienes entregan tarifarios a los médicos para que éstos sepan cual es el costo de cada servicio o producto, y cuando un médico sugiere una operación o la venta de un medicamento, y esta se concreta, en la próxima visita del visitador médico se entrega en sobre cerrado un retorno en efectivo de aproximadamente el 50%.